# Lasiobolidium orbiculoides
Lasiobolidium orbiculoides är en svampart som beskrevs av Malloch & Benny 1973. Lasiobolidium orbiculoides ingår i släktet Lasiobolidium och familjen Pyronemataceae.   Inga underarter finns listade i Catalogue of Life.